# Amundsenhavet
 Ikke at forveksle med Amundsen Gulf.
Amundsenhavet er et randhav til det Sydlige Ishav eller Stillehavet efter gammel definition) som ligger ud for Antarktis kystlinje ved 110. vestlige længdekreds. Mod øst støder det til Bellingshausenhavet og mod vest til Rosshavet.
Amundsenhavet er opkaldt efter den norske polarforsker Roald Amundsen (1872-1928).
Ved kystlinjen findes Thwaitesgletcheren som i 2002 afgav et 3.400 kvadratkilometer stort isbjerg i havet.